# Deuterocohnia lotteae
Deuterocohnia lotteae là một loài thực vật có hoa trong họ Bromeliaceae. Loài này được (Rauh) M.A.Spencer & L.B.Sm. mô tả khoa học đầu tiên năm 1992.

## Hình ảnh

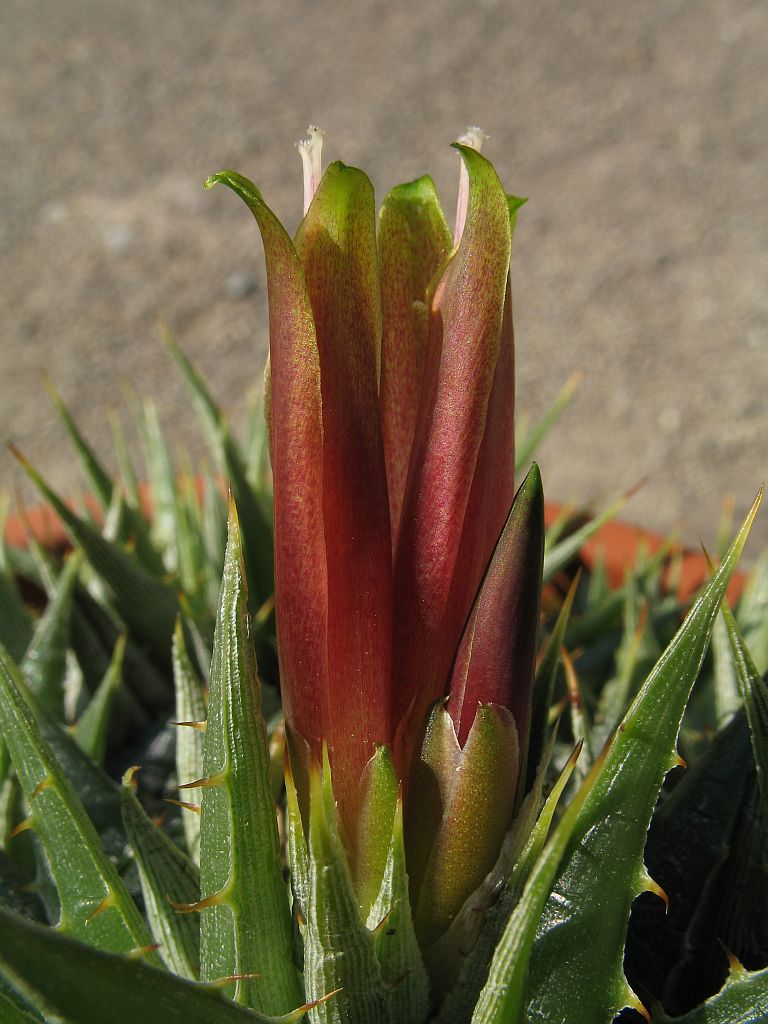